# Garibaldi (stacja metra w Paryżu)
Garibaldi – stacja linii nr 13 metra  w Paryżu. Stacja znajduje się w gminie  Saint-Ouen. Została otwarta 30 czerwca 1952.